# Николаевское городское поселение (Ульяновская область)
Никола́евское городско́е поселе́ние — муниципальное образование в составе Николаевского района Ульяновской области.
Административный центр — рабочий посёлок Николаевка.

## Население
| 2010  | 2012  | 2013  | 2014  | 2015  | 2016  | 2017  |
| ----- | ----- | ----- | ----- | ----- | ----- | ----- |
| 8799  | ↘8665 | ↘8536 | ↘8437 | ↘8324 | ↘8229 | ↘8163 |
| 2018  | 2019  | 2020  | 2021  |       |       |       |
| ↘8018 | ↘7880 | ↘7797 | ↗7874 |       |       |       |

## Состав городского поселения
| №  | Населённый пункт | Тип населённого пункта      | Население |
| -- | ---------------- | --------------------------- | --------- |
| 1  | Баевка           | село                        | ↘1439     |
| 2  | Белокаменка      | посёлок                     | ↘37       |
| 3  | Волдачи          | деревня                     | ↘166      |
| 4  | Елшанка          | село                        | ↘52       |
| 5  | Луговой          | посёлок                     | ↘13       |
| 6  | Николаевка       | пгт, административный центр | ↘5697     |
| 7  | Новая Петровка   | деревня                     | ↘108      |
| 8  | Новый            | посёлок                     | ↘13       |
| 9  | Поника           | село                        | ↘381      |
| 10 | Федоровка        | деревня                     | ↗201      |

## Местное самоуправление
Главой поселения является Володина Людмила Александровна